# Vladímir Xúkhov
Vladímir Grigórievitx Xúkhov (Влади́мир Григо́рьевич Шу́хов) (1853- 1939) fou un dels més importants enginyers europeus de la seva època. Va liderar, juntament amb Buckminster Fuller, Frei Otto i Frank Gehry l'avantguarda en arquitectura de formes orgàniques.
Xúkhov primer utilitzava en l'arquitectura la construcció en la forma de l'hiperboloide. Entre els seus projectes es poden citar la Torre de Xúkhov per a l'estació radiofònica Xàbolovskaia a Moscou, ponts, estacions, torres hiperbòliques, pavellons per a exposicions, entre d'altres.

## Enllaços externs

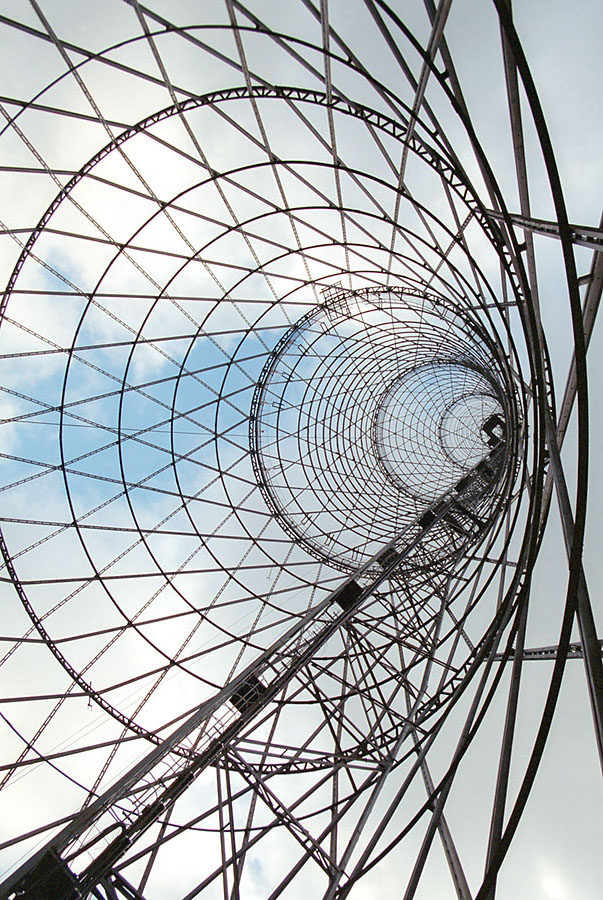
Torre de Xúkhov, Moscou.